# Tolgahan Çiçek
Tolgahan Çiçek (sinh 19 tháng 6 năm 1995) là một cầu thủ bóng đá Thổ Nhĩ Kỳ gốc Hà Lan thi đấu ở vị trí hậu vệ trái cho đội bóng ở Adana Demirspor.

## Sự nghiệp quốc tế
Tolgahan được sinh ra ở Hà Lan bởi gia đình gốc Thổ Nhĩ Kỳ, và ban đầu đại diện cho đội U-15 Hà Lan. Tuy nhiên, sau đó anh đại diện cho đội U-21 Thổ Nhĩ Kỳ và ra mắt trong trận thua 1-0 trước U-21 Síp.